# 学田站 (南通市)
学田站是南通轨道交通1号线的地铁车站，位于中华人民共和国江苏省南通市崇川区工农路地下，于2022年11月10日开通。

## 车站结构
學田站沿工農路设置，呈南北走向，为地下二层岛式站台车站。车站地下一层为站厅层，地下二层为站台层。车站北侧预留线路拆分的岔线井工程，远期规划1号线将在该站北侧拆分，沿工農路继续北延。
| 地面              | 出入口 | 1-4出入口                                                                                         |
| 地下一层          | 站厅   | 客服中心、自动售票机、验票机                                                                      |
| 地下二层          | 站台层 | \| \| \| 1号线往平潮（友誼桥） \| \| 島式 · 開左邊车门 \| \| \| \| \| \| 1号线往振兴路（文峰） \| |
|                   |        | 1号线往平潮（友誼桥）                                                                             |
| 島式 · 開左邊车门 |        |                                                                                                   |
|                   |        | 1号线往振兴路（文峰）                                                                             |

## 历史
2018年4月20日，南通地铁1号线学田段中级法院站首幅地连墙完成吊装。
2018年8月30日，中级法院站地墙顺利完工。
2020年8月15日，南通轨道交通1号线、2号线站名公布，本站命名为学田
2022年11月10日8时，学田站随南通轨道交通1号线正式开通运营而开通。